# Histoire d'Oman

Carte d'Oman

Drapeau du sultanat d'Oman

Cet article retrace l'histoire de l'État d'Oman (309 500 km2, 4 962 758 habitants en 2023 (dont 2 millions d'expatriés), contre 4 en 2014 et 2 en 1993).

## Préhistoire
- Archéologie aux Émirats arabes unis (en)
- Liste de sites antiques aux Émirats arabes unis (en)
- Centre archéologique de Mleiha (en) (Sharjah)
- Période Hafit (en), Djebel Hafeet (en) (Monts Hajar)
- Culture d'Umm Al Nar (en)
- Culture du Wadi Suq (en)
- Âge du fer aux EAU (en)

## Antiquité

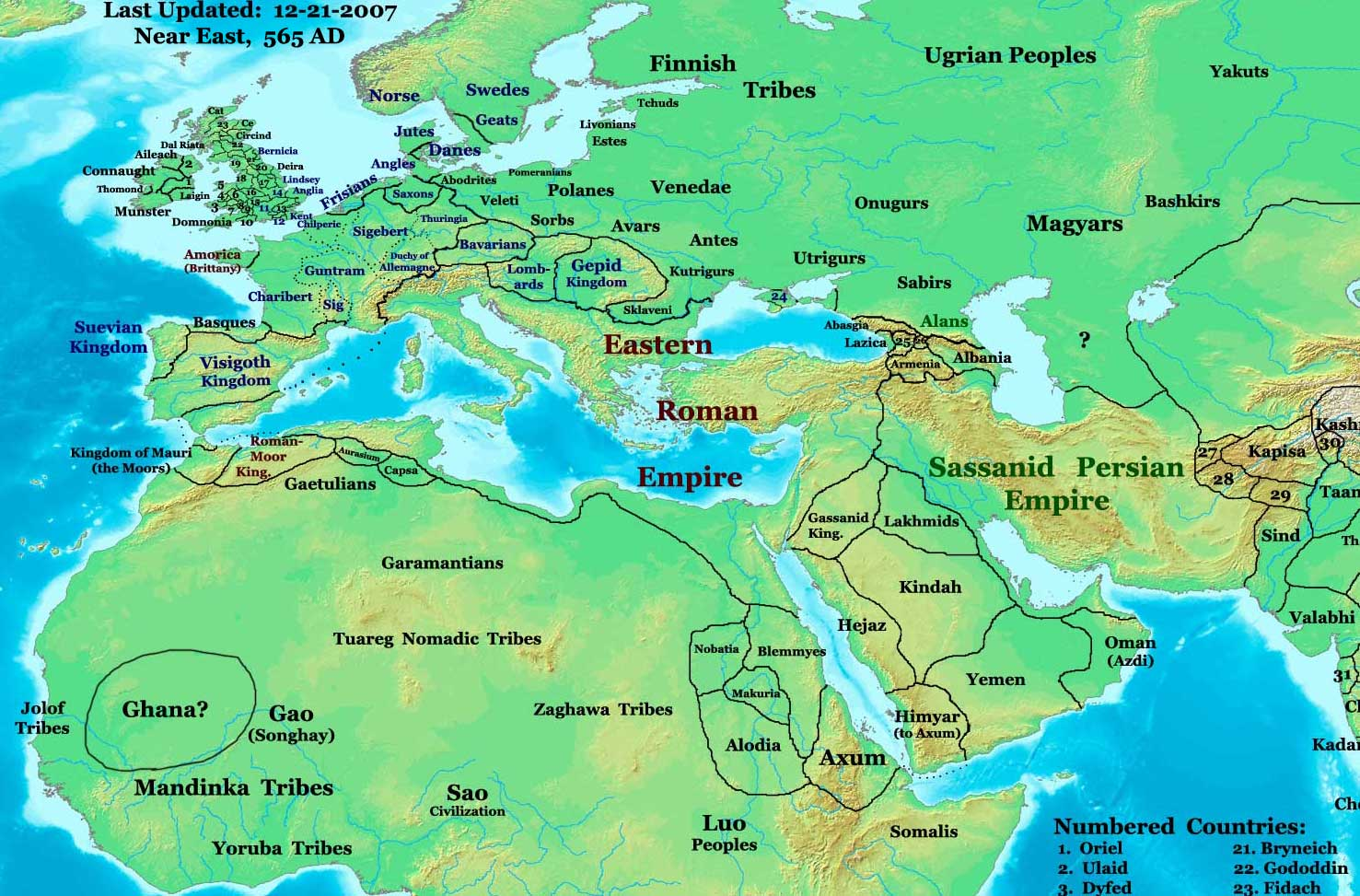
Le Proche-Orient vers 565.

La région d'Oman est connue à l'époque sumérienne sous le nom de Magan : aux alentours de 2300 av. J.-C., elle est mentionnée  comme une source de cuivre et de diorite pour la Mésopotamie. Dans l'Antiquité, la péninsule devient une productrice majeure d'encens et elle entretient une activité commerciale importante avec la Mésopotamie, l'Égypte, la Perse, l'Inde et l'île de Dilmun.
Oman est dans l'Antiquité un prolongement du territoire yéménite et plus précisément de l'Hadramaout, avant de constituer l'une des satrapies de l'Empire perse lorsqu'elle y est incorporée, vers 536 av. J.-C..

## Moyen-Âge
Oman est islamisé du vivant de Mahomet, au VIIe siècle, en 630-632. Au VIIIe siècle, à la suite du schisme entre sunnites et chiites, Oman est un des rares pays à emprunter la voie médiane, le kharidjisme, et devient bientôt la principale région d'obédience ibadite.
L’histoire d’Oman ne commence véritablement qu'en l'an 751 de notre ère, avec l’élection du premier imam ibadite à Nizwa.
Tout en conservant ses imams ibatides comme autorité religieuse, la région est plusieurs fois dominée par de grandes puissances étrangères durant le Moyen Âge, notamment par intermittence par les Qarmates de 931 à 934, puis par les Bouyides de 967 à 1053, et enfin par l'empire Seljouk de 1053 à 1154.
En 1154, la dynastie omanaise des Nabhânides prend le contrôle du pays, et le conserve jusqu'en 1470 (malgré une interruption de 1406 à 1443).
Alliés des Bûyides et tournée vers le détroit d’Ormuz et la rive persane du Golfe, les Nabhânides donnent une impulsion nouvelle à l’expansion maritime du pays. D’abord installés à Suhâr, ils contribuent à faire de Qalhât le plus grand port de la côte omanaise.
Zheng He, dans son expédition de 1413-1415, visite la région.

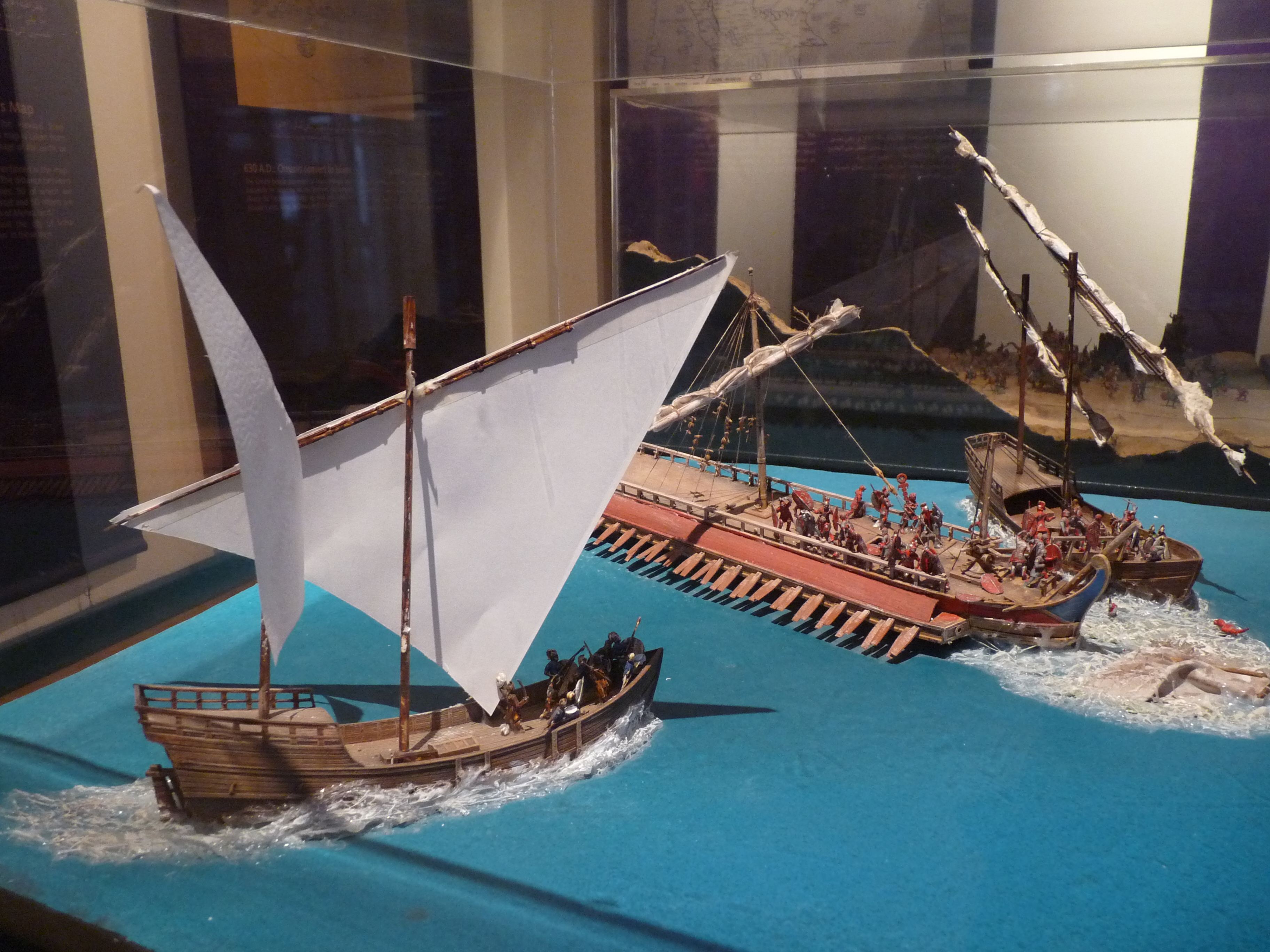
Bataille navale entre Omanais et Romains dans l'océan Indien (IIe siècle)
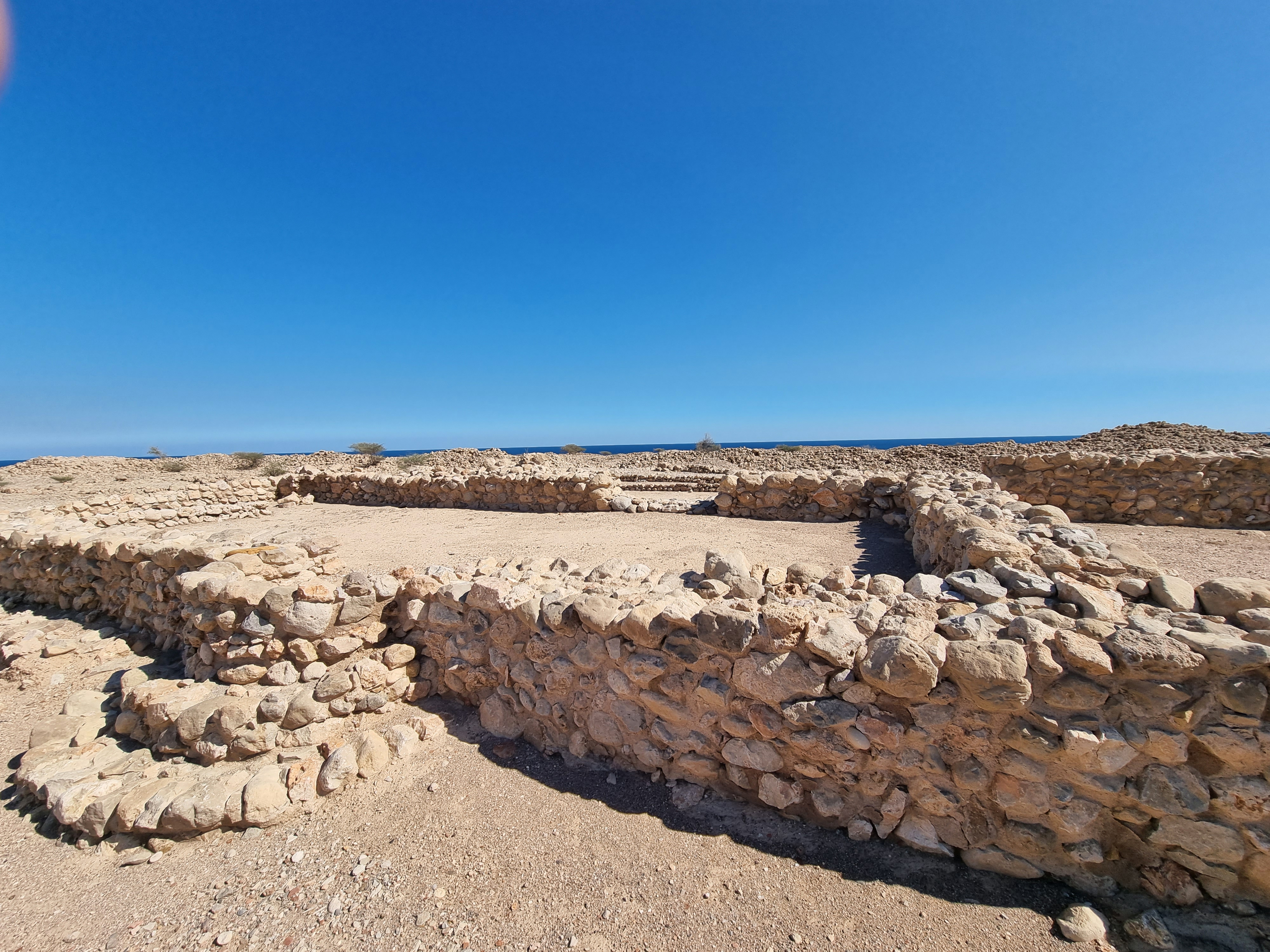
Ruines de Qalhât

## Histoire moderne

Extension maximale de l'empire d'Oman au XIXe siècle. L'influence en Afrique se limite en réalité à la côte, de culture swahilie.

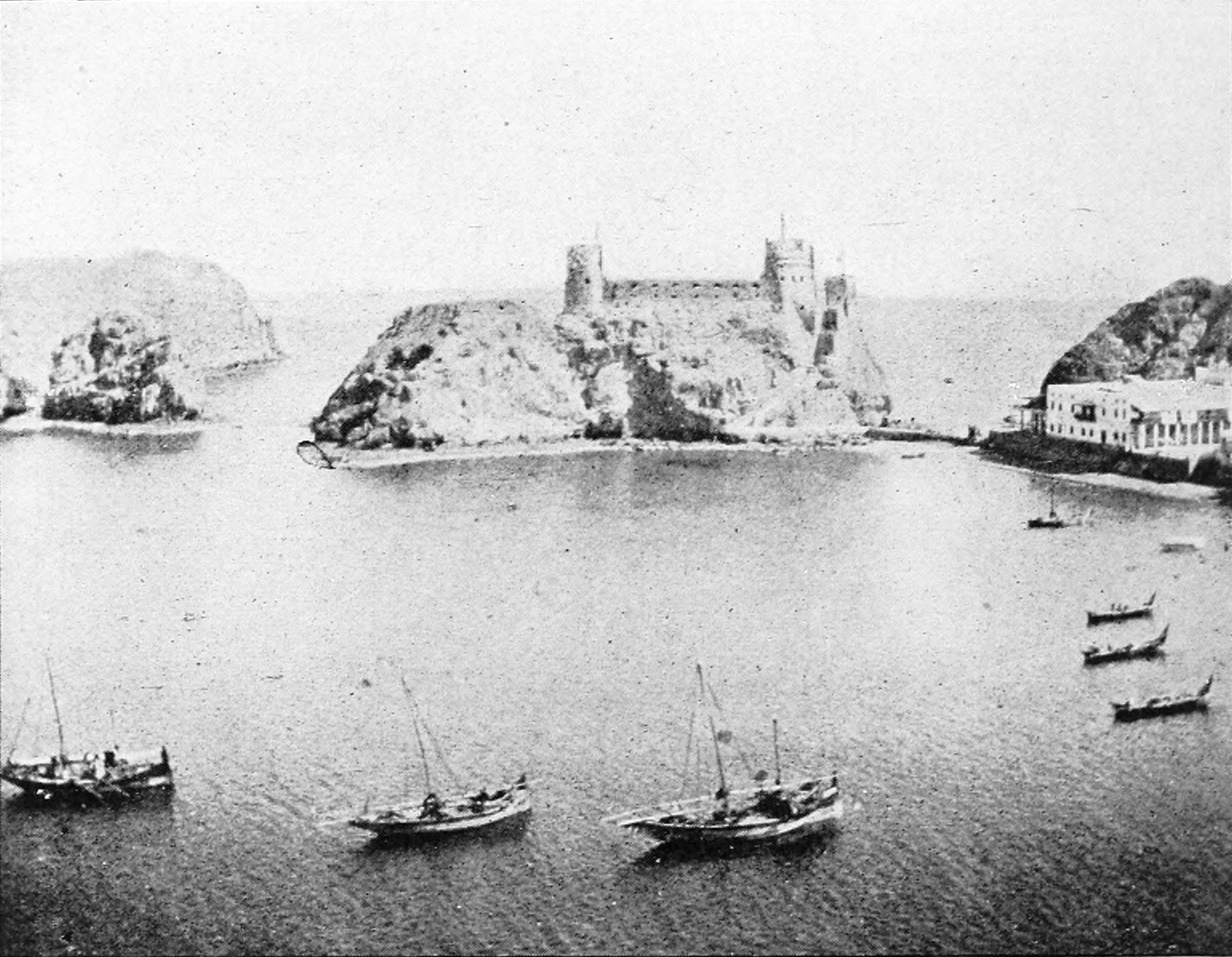
Le port de Mascate en 1903.

Les Portugais s'emparent des ports de la péninsule de 1507 à 1650, prenant Mascate en 1515 et la défendant contre les nombreux sièges ottomans (qui la prennent en 1550–1551 puis de nouveau de 1581 à 1588).
En 1649-1650, les Omanais désormais menés par la dynastie Yaroubide chassent les Portugais et s'emparent à leurs dépens des principaux ports swahilis de la côte est-africaine : Mombasa, Kilwa, Zanzibar et Pemba, ce qui leur permet de contrôler une partie du très lucratif commerce d'esclaves. 
En 1719, Saif ibn Sultan II est élu à la succession dynastique. Sa candidature fut à l'origine d'une fracture dans l'ulama et fit éclater une guerre civile entre les deux tribus majeures, les Hinawi et les Ghafiri, les Ghafiri soutenant Saif ibn Sultan II. Celui-ci conserve le pouvoir en 1748 après que les leaders des deux factions aient été tués dans la bataille, mais cela ne suffit pas à éteindre la querelle, cette factionnalisation jouant le jeu des Iraniens, qui occupent partiellement le pays de 1737 à 1744 (notamment Mascate et Sohar).
En 1749, Ahmed ibn Saïd fonde la lignée actuelle des sultans d'Oman, et après avoir dirigé une révolte qui mena à l'expulsion des iraniens, il se fait élire sultan et imam en 1779 et établit sa capitale à Mascate : c'est le début d'un âge d'or pour le sultanat d'Oman, qui confirme son influence sur l'océan indien occidental jusqu'à Madagascar. Au début du XIXe siècle, Oman est ainsi devenu le centre d'un véritable empire colonial, qui s'étend du Baloutchistan à Zanzibar, enrichi par le commerce des esclaves et des épices. De 1750 à 1850, l'empire omanais est ainsi la première force politique et militaire de l'Océan Indien, et tient tête à toutes les armées européennes (notamment portugaise, française et anglaise). 
L'Angleterre, qui cherche au XIXe siècle à étendre son influence dans l'océan indien mais ne parvient pas à vaincre le Sultanat par les armes, décide de soutenir une sécession du sultanat de Zanzibar, actée le 6 avril 1861. Cela a pour effet de couper l'empire omanais en deux, et surtout de priver le centre politique et militaire (Mascate) de son centre économique (Zanzibar), constituant deux entités distinctes et beaucoup plus vulnérables. 
À la fin du XIXe siècle, les Britanniques soutiennent la dynastie des Bû Sa'id, préparant une influence durable de la couronne britannique sur le sultanat. 
Mais à la suite de l'abolition de l'esclavage et de sa traite dans l'Empire Britannique et ses protectorats, le sultanat subit un fort déclin économique qui se ressent jusque dans la démographie (entre 1850 et 1870, Mascate passe de 55 000 à 8 000 habitants). 
Le sultanat est finalement placé de fait sous protectorat britannique de 1891 à 1971, tout en conservant nominalement son indépendance. Au cours des années 1950 et 1960 l'armée britannique va réprimer durement des rébellions dirigées contre le sultan en place dans des opérations militaires restées très discrètes.

### Guerre du Dhofar (1964-1976)
De 1964 à 1976, la région du Dhofar, en proie à une grande pauvreté, est le théâtre d'un conflit opposant l'armée du Sultan à un mouvement rebelle. La rébellion parvient à avancer au cours des premières années et encercle bientôt la ville de Salâlah, la principale ville de la région. Deux congrès sont organisés pour définir les objectifs politiques du mouvement, en 1965 et en 1968. Lors du second congrès, le Front de libération du Dhofar devient le Front populaire pour la libération d’Oman et du golfe Arabe. Le programme adopté lors de ces deux congrès est teinté de communisme. Son objectif est de mettre en place une « république populaire démocratique » et d’expulser l'armée britannique d’Oman. Le Front cherche à instaurer une Constitution, à abolir la loi martiale, à rétablir les libertés de presse et d’expression et à assurer les droits des minorités. Sur les questions économiques, il entend nationaliser les compagnies pétrolières, développer les industries et mettre en place une réforme agraire. Le Front appelle ainsi à plus de justice sociale et affirme son soutien à tous les mouvements de libérations asiatiques, africains et latino-américains. Des références sont également faites à la lutte des Palestiniens.
L'armée du sultan ne parvient pas à contenir les avancées du Front qui bénéficie du soutien d’une bonne partie de la population. En 1970, malgré l’intervention de la Royal Air Force britannique, les insurgés contrôlent la majorité des points stratégiques de la région. Devant cette situation critique, les Britanniques décident de mettre un terme au règne du sultan Saïd, qui est obligé d’abdiquer en faveur de son fils Qabus ibn Saïd lors d'un coup d'État en juillet 1970. Le nouveau souverain pratique une politique d'amélioration des conditions socio-économiques de son pays ainsi qu'une reconstruction de ses forces armées, aidé par une forte hausse des revenus de l'État à la suite du choc pétrolier de 1973. Avec le soutien des armées iranienne et britannique, le régime parvient progressivement à mater l'insurrection,.

## XXesiècle
En 1970, le sultan Saïd ibn Taïmour (1910-1972), d'une nature despotique, est évincé par son fils, Qabus bin Saïd Al Saïd (1940-2020). Qabus entreprend depuis l'amélioration économique du pays, tout en maintenant la paix avec tous les autres pays du Moyen-Orient : la situation géographique du pays entre Arabie saoudite et Iran (tenant notamment le très stratégique Détroit d'Ormuz) et sa religion ibadite, souvent considérée comme intermédiaire entre sunnisme et chiisme, permettent au sultanat d'être en bons termes avec toutes les grandes puissances de la région, Israël compris, et donc au sultan d'Oman de se constituer comme pivot diplomatique incontournable dans la géopolitique du Moyen-Orient. 
L'ONU classe le sultanat parmi les dix pays ayant connu le plus fort développement depuis 1970. 
En 1980, le sultan accepte l'établissement d'une base américaine sur l'île de Masirah, utilisée ensuite pour des opérations dans le golfe Persique. En 1981, il fait adhérer son pays au Conseil de coopération du Golfe (GCC).

## Période contemporaine

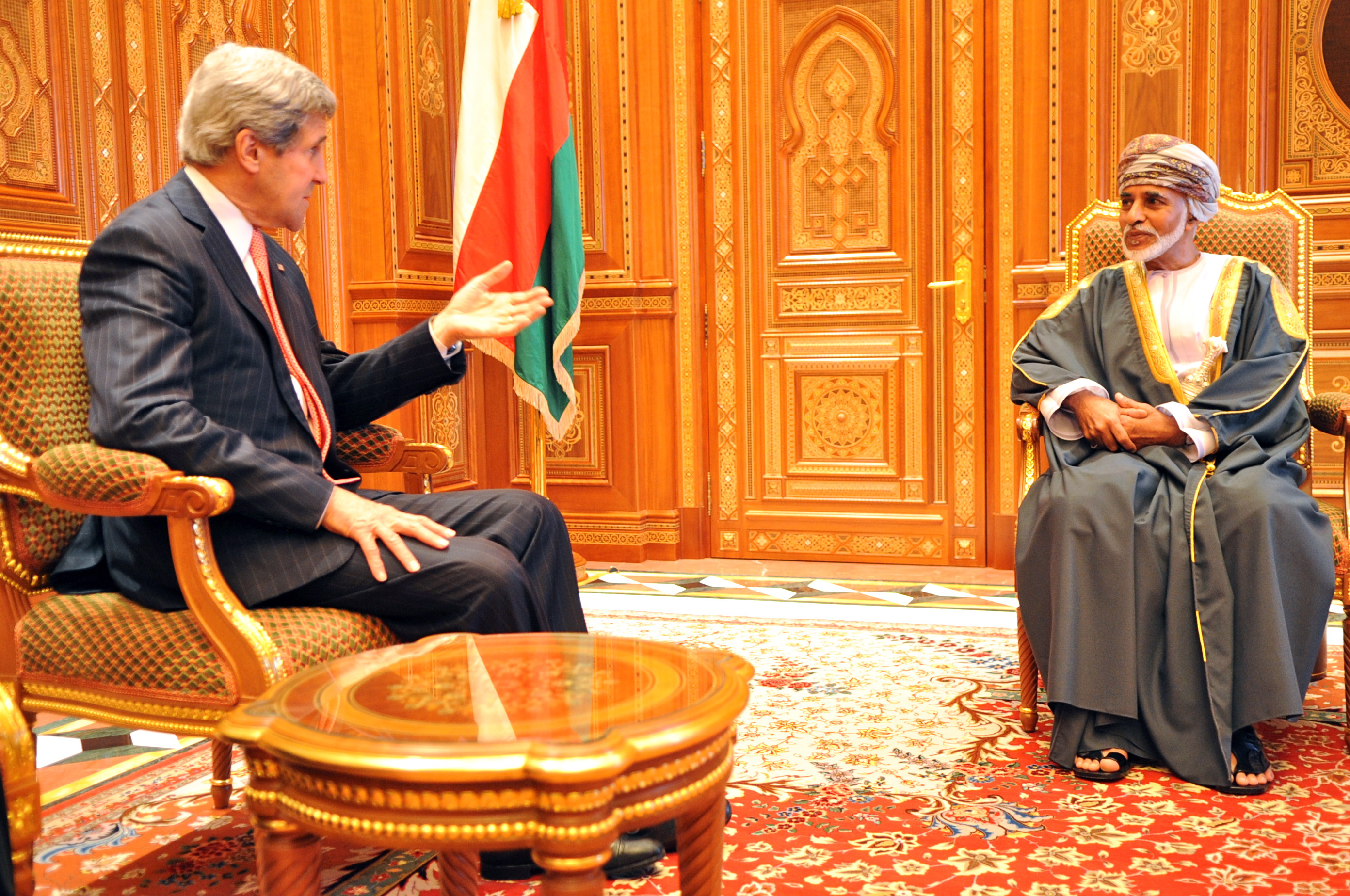
Entretien entre le sultan Qabus ibn Saïd et le secrétaire d'État des États-Unis John Kerry (Mascate, 2013).

En 1996, le sultan a promulgué un décret clarifiant les règles de succession, instituant un conseil bicaméral doté de certains pouvoirs législatifs, un premier ministre et garantissant des libertés civiles de base pour les citoyens omanis. En 2003, la chambre basse du conseil a été librement élue pour la première fois.
Aujourd'hui (2011), le sultanat est prospère. Le revenu par habitant atteint 25 000 dollars par an. Selon le rapport de l'ONU (2010), les secteurs de la santé et de l'éducation ont nettement progressé : 85 % de la population — soit 2,8 millions d'habitants — est alphabétisée et éduquée. L'Indice de développement humain calculé par le Programme des Nations unies pour le développement (PNUD) est de 0,834 (ce qui classe le pays, suivant les années, entre la 50e et 60e place), très proche de celui des Émirats arabes unis et de l'Arabie saoudite. L'Indice de démocratie du pays, établi par The Economist Group, est de 3,06 en 2019, score nettement supérieur à celui de tous ses voisins. 
Le 10 janvier 2020, après plus de 49 ans de règne, Qabus ibn Saïd meurt, des suites d'un cancer du côlon, à l'âge de 79 ans. Le lendemain, le 11 janvier, Haïtham ben Tariq, ministre du Patrimoine et de la Culture et cousin du défunt, prête serment comme nouveau sultan. Celui-ci a été désigné — parmi plus de 80 autres membres de la famille royale — comme héritier par le défunt roi dans une lettre ouverte après sa mort.

## Sites archéologiques
- Sohar, Majlis, Bat Tombs, Hazm, Manah, Fanjah, Rusail, Ibra, Samad, Qurayat, Qalhat, Sur, Mirbat, Salalah, Rahab, Ubar...

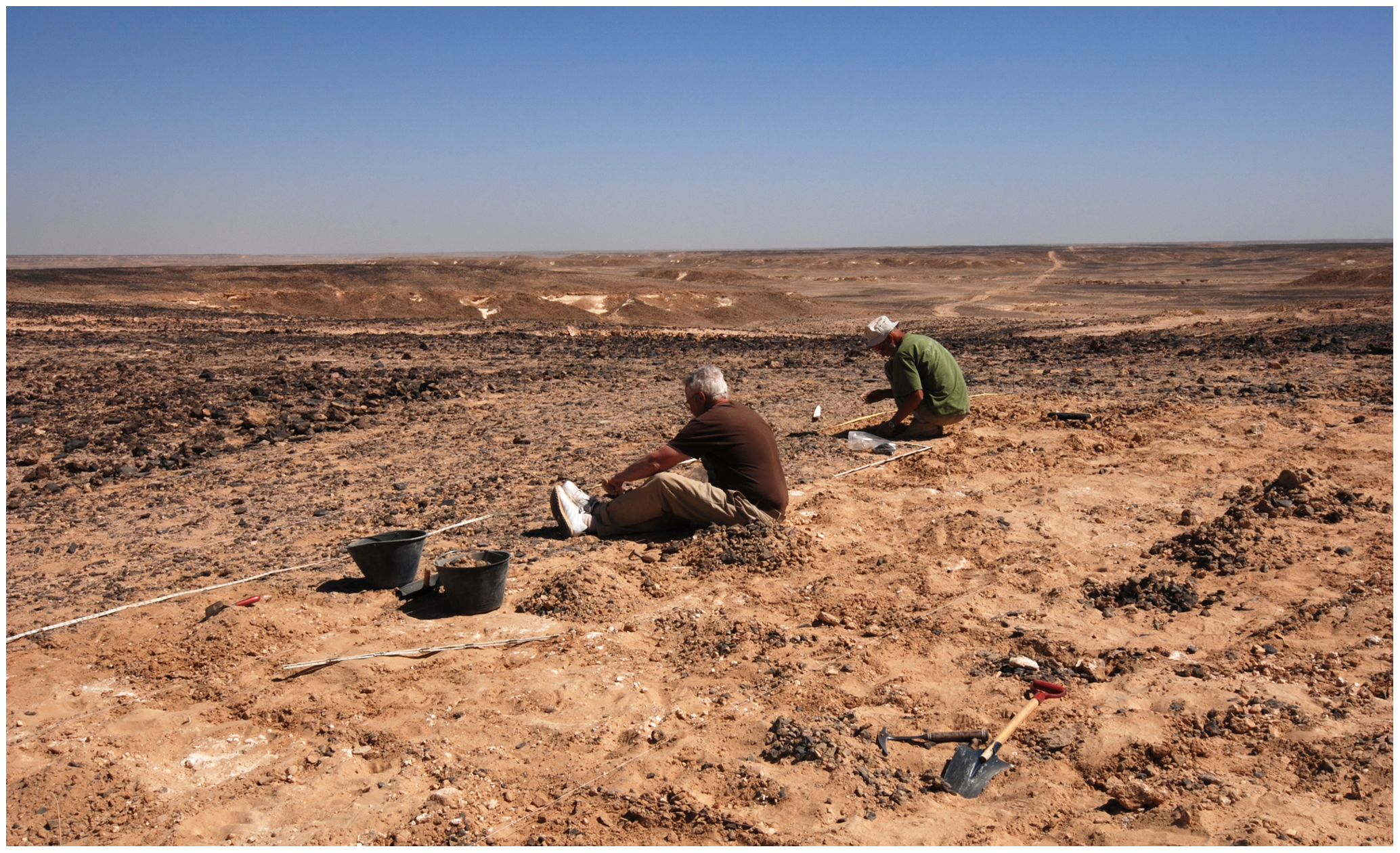
Dégagement d'un complexe datant de l'âge de pierre dans le Dhofar.
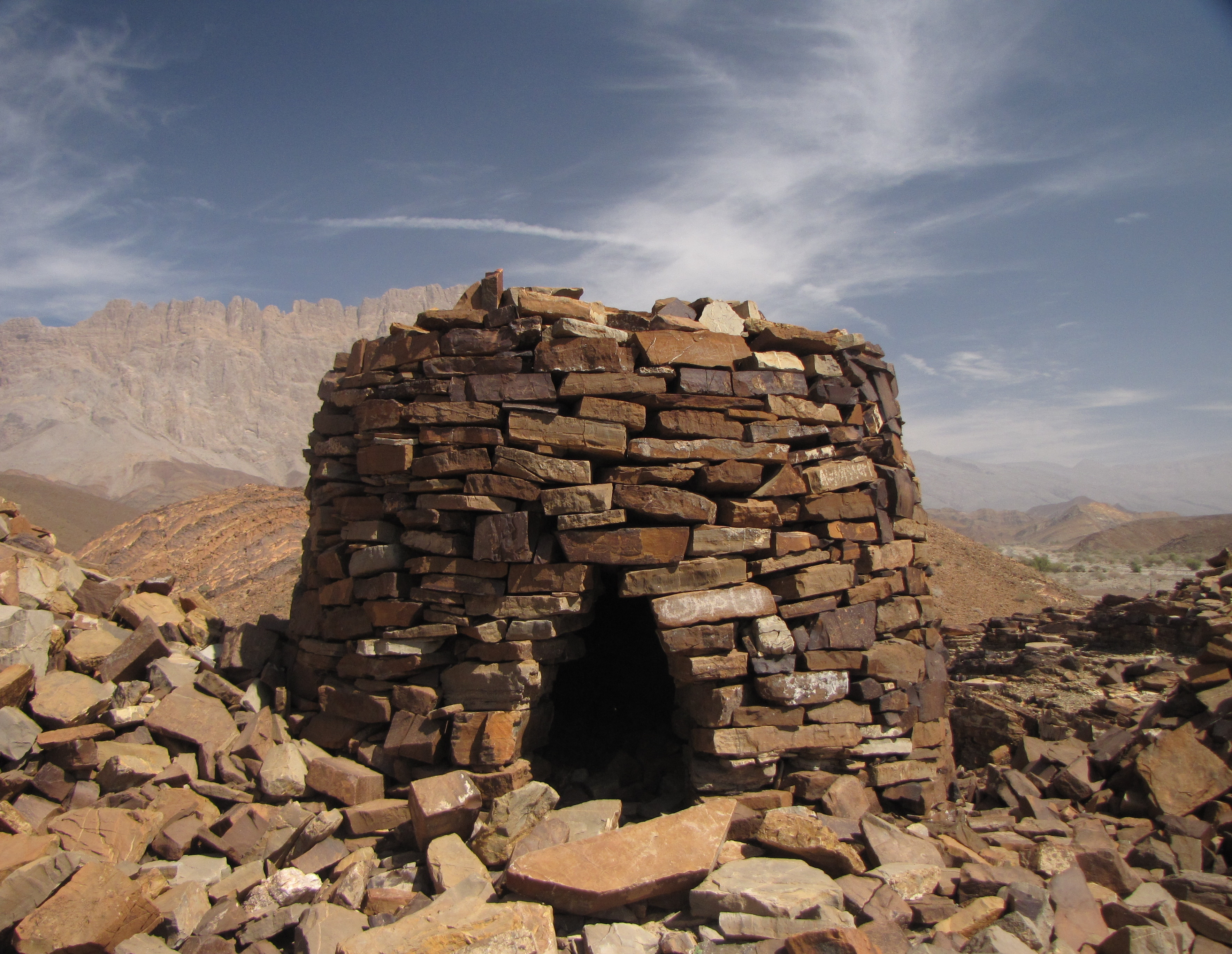
Tombeau d'Al Ayn, patrimoine de l'humanité.
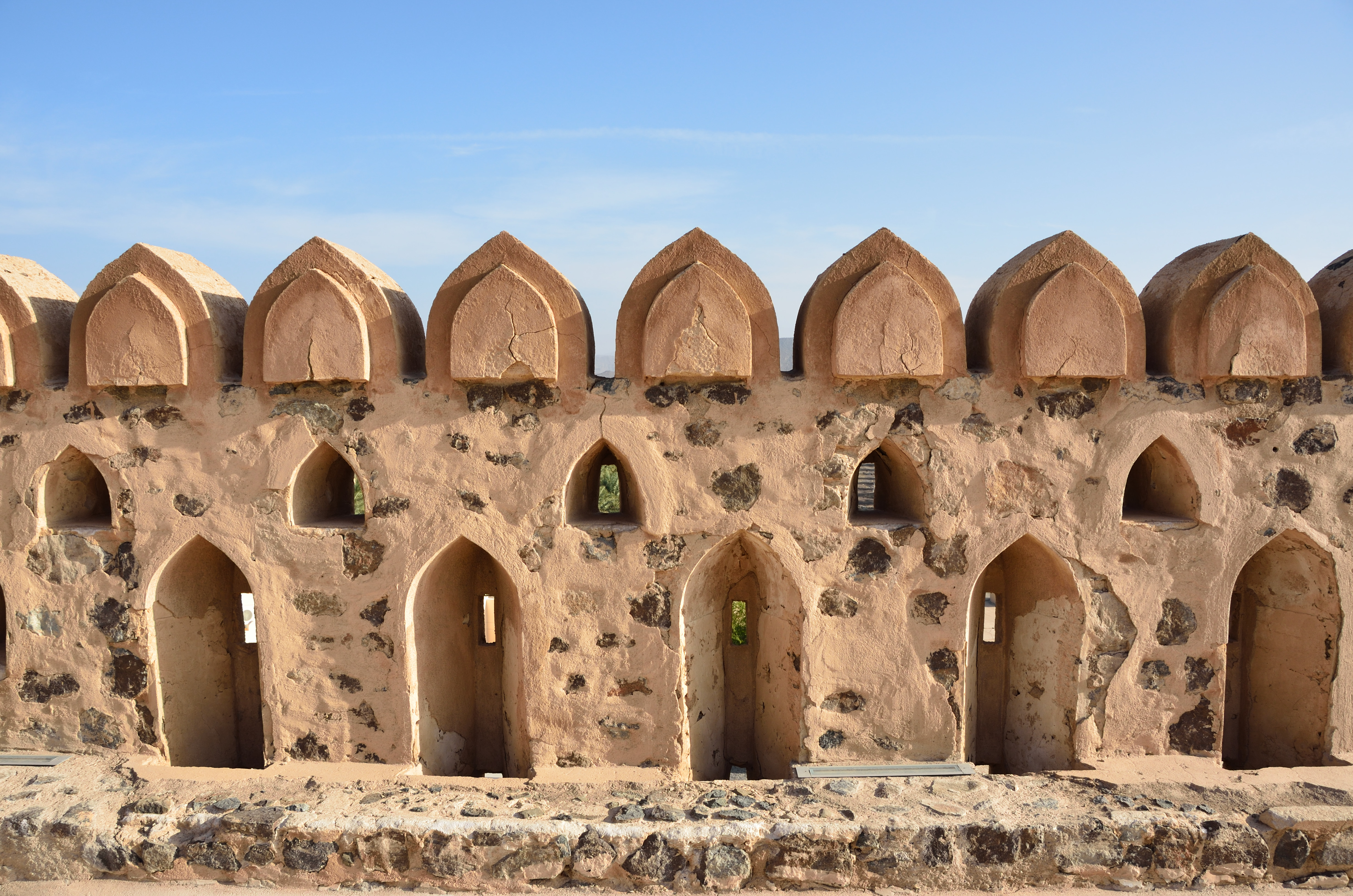
Murailles caractéristiques du château de Jabrin.
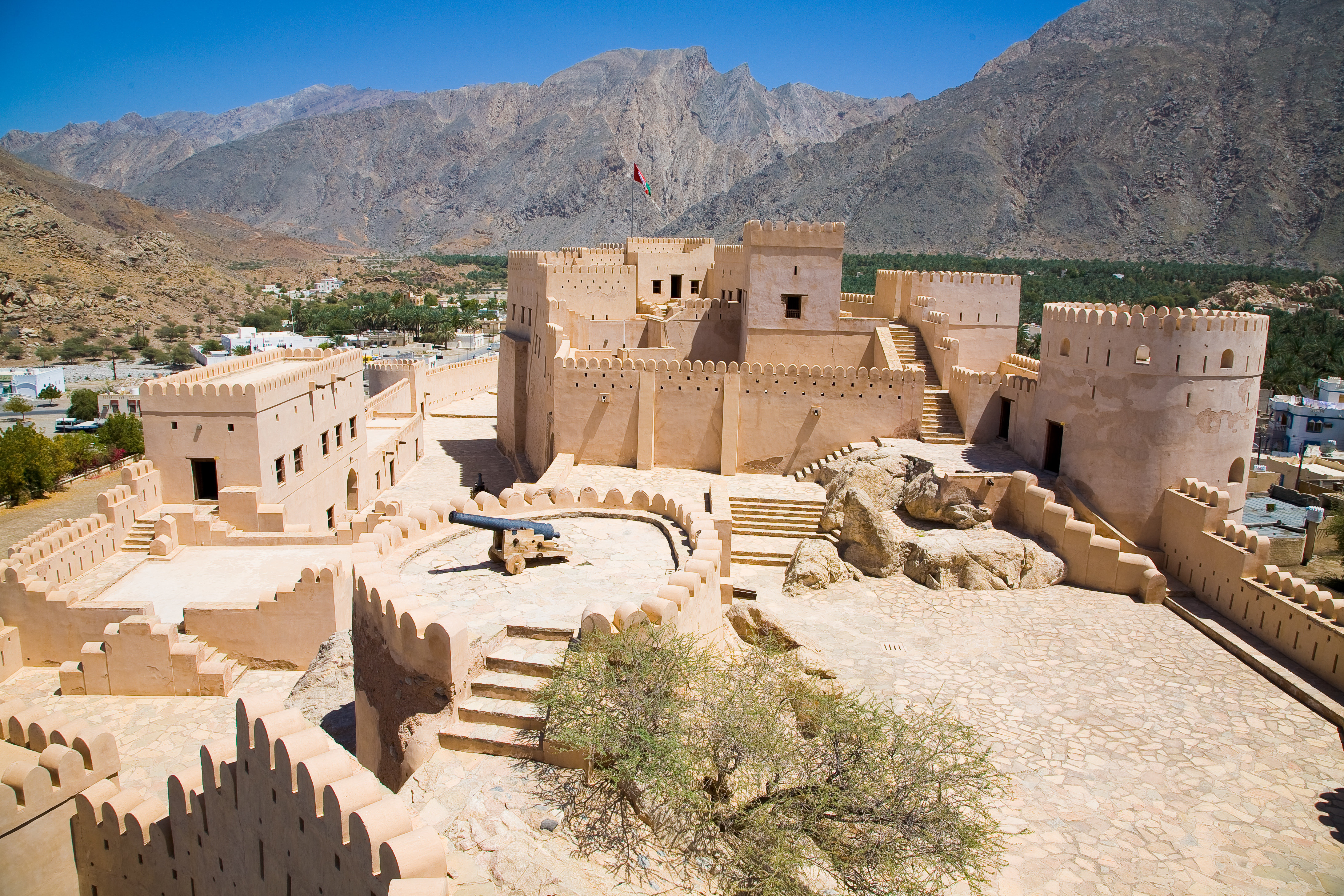
Le fort Nakhal (région d'Al-Batina).

#### Oman
- Liste du patrimoine mondial à Oman
- Liste du patrimoine culturel immatériel de l'humanité à Oman
- Registre international Mémoire du monde (Oman)
- Archives nationales du sultanat d'Oman (ar)
- Culture d'Oman, liste de musées en Oman
- Résidence du golfe Persique
- Chronologie d'Oman

- Économie d'Oman, démographie d'Oman
- Politique à Oman, politique étrangère d'Oman
- Liste des souverains d'Oman, liste des souverains d'Oman (751-présent), famille Al Saïd
- Liste des Premiers ministres d'Oman